# Ajżan Ismagułowa
Ajżan Każmuchanowna Ismagułowa (ur. 5 września 1988) – kazachska zapaśniczka w stylu wolnym. Zajęła jedenaste miejsce na mistrzostwach świata w 2013. Srebrna medalistka na mistrzostwach Azji w 2012. Brązowa medalistka mistrzostw Azji juniorów w 2008 roku.